# Arriola
Arriola es un concejo del municipio de Aspárrena, en la provincia de Álava. 

## Etimología
La terminación "-ola" en euskera tiene el significado de "Ferrería", "Cabaña", "Choza" pero, además, posee otros que subyacen eclipsados o solapados bajo esas acepciones. Se trata de todo aquello relacionado con la idea general "Lugar de". Hay casos en que "-ola" sustituye a los sufijos "-aga" (Pagoaga), "-tza" (Pagatza), "-di/dui" (Pagadi) con la misma significación de "Hayedo", PAGOLA. En otras ocasiones, adquiere el sentido de "Lugar donde se acumula o almacena" extendiendo su semántica hasta "Depósito" o "Almacén". Para la correcta comprensión de todos los compuestos de la terminación "-ola", es imprescindible la ayuda del contexto. En este caso, ARRIOLA, tanto podría ser "Pedregal" como "Cabaña, Choza de piedra" o "Cantería" (lugar donde almacena y/o trabaja la piedra).

## Monumentos y Arquitectura

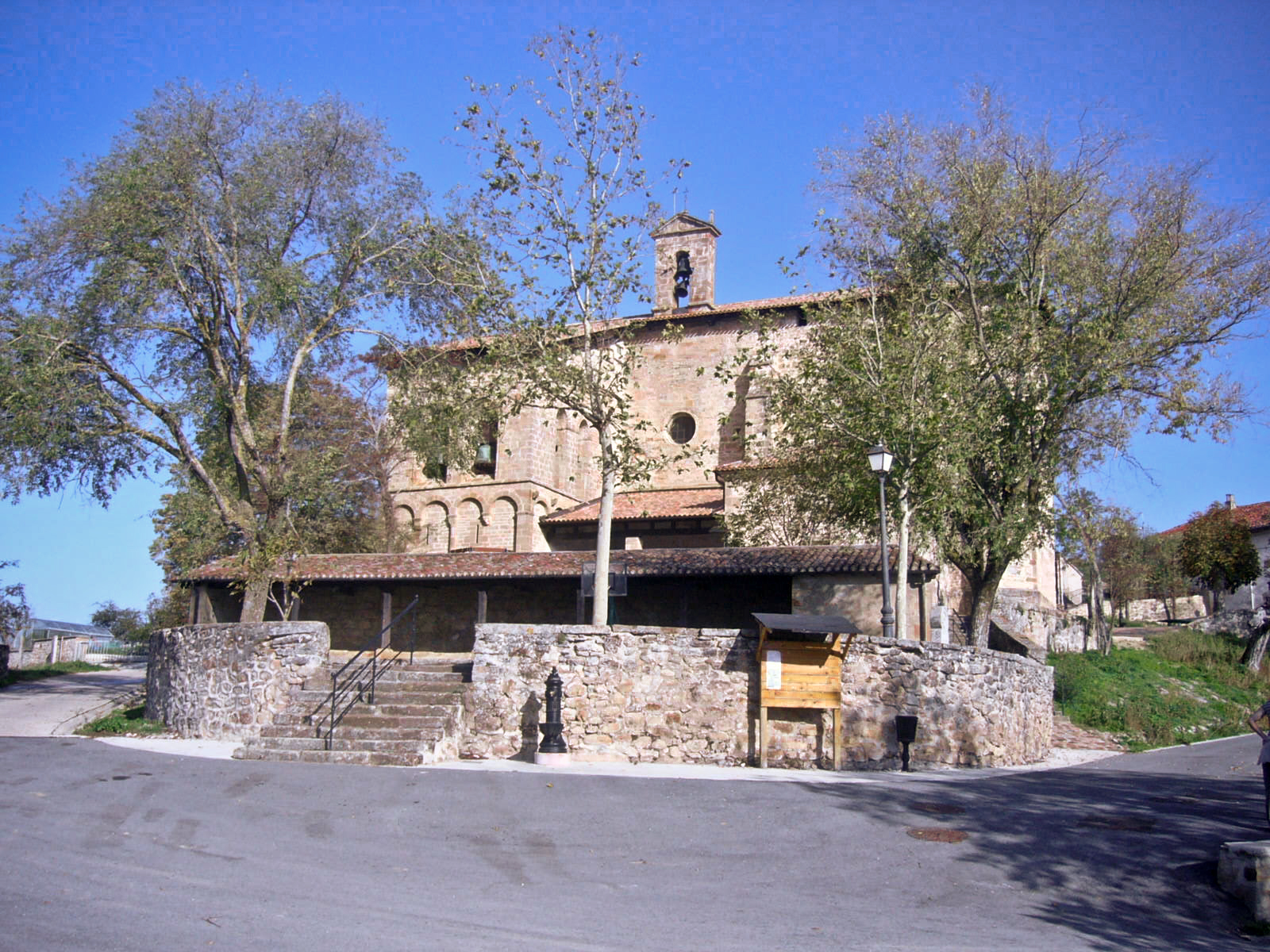
La parroquia de la Asunción.

La parroquia de La Asunción es el monumento más importante del pueblo de Arriola. Su fisonomía actual pertenece sobre todo al siglo XVI, aunque cuenta con una torre del siglo XIII y elementos de siglos posteriores. El templo tiene una planta de salón con cabecera recta y bóvedas estrelladas que se apean en medias columnas. En el lado sur, se abre un óculo sin decorar. La torre del siglo XIII tiene planta cuadrada, decorada con una arquería ciega apeada en medias columnas con capiteles decorados. En el lado este, se abre una portada con arco apuntado y en el lado sur dos saeteras. Del siglo XVII es la espada con arco de medio punto, y del siglo XVIII tanto la sacristía (con cubierta de cúpula sobre pechinas) y la capilla de Ntra. Sra. de las Ánimas, abierta en el costado izquierdo de la nave y cubierta por una bóveda semiovalada. Respecto al patrimonio mueble cuenta con unas pinturas murales en la bóveda de la cabecera y una pila bautismal con copa lisa, de tipo moderno, pintada imitando jaspe rojizo.
Asimismo, Arriola conserva sus dos lavaderos, uno situado en la entrada del pueblo y otro más arriba cerca del acceso al monte. De este último hace años se derrumbó el tejado y cuenta solo con la parte inferior de la fachada. También se conserva la antigua fuente del pueblo aunque hoy en día ha caído en desuso. 

## Demografía
| Gráfica de evolución demográfica de Arriola entre 2000 y 2017 |
|                                                               |
| Población de derecho según los censos de población del INE.   |

## Euskara
En Arriola al igual que en los demás pueblos de la llanada Alavesa el euskera desapareció hace tiempo. Sin embargo, a través de fuentes eclesiásticas se ha podido saber algo más sobre la presencia del euskera en esta zona. Según diferentes archivos parroquiales si nos hubiéramos acercado a la Llanada alavesa y más al sur, en el extremo oriental, en la primera parte del siglo XVII, hubiéramos podido constatar que esas localidades eran euskaldunes monolingües casi en su totalidad. Entre ellas hay testimonios que datan que Arriola en 1614 era un pueblo euskaldun al igual que Ezquerecocha en 1655 y  Ulibarri-Arana o Kontrasta en 1622, pues se necesitaron intérpretes para poder recoger diversas pruebas de nobleza.
Según el lingüista O. De Apraiz la desaparición del euskera en la zona más alta de la llanada alavesa ocurrió entre 1850 y 1950. El lingüista Louis Lucien Bonaparte, autor de Carte Des Sept Provinces Basques, primer mapa lingüístico del euskera, en 1863 sitúa Arriola fuera del límite vascófono.

## Apellido
El apellido Arriola proviene de un linaje vasco deformado por algunos como Arreola. Según la mayor parte de los genealogistas, tuvo su tronco y casa principal en la villa de Deva, en Guipúzcoa, de donde dimanaron las distintas ramas que se establecieron en Mondragón, Elgoibar y Motrico. Sin embargo, existe la duda de si fue aquí donde se originó la familia o bien se tomó el nombre convirtiéndolo en apellido.
Asimismo en España hay 2.021 personas censadas con el apellido Arriola. Estas personas viven en 52 provincias, aunque el mayor número de apariciones se da en Guipúzcoa con 475 personas y después en Vizcaya con 456 censos.

## Economía
Arriola es un pueblo de tradición ganadera y agricultora. La agricultura se basa en la plantación agrícola de cereales y patata. En cuanto a la ganadería, actualmente hay una explotación de ovejas.

## Fiestas
Las fiestas patronales se celebran entre el 15 y 31 de agosto, y suelen variar dependiendo de las fiestas de los pueblos colindantes. Todos los años desde el campanario de la parroquia hacen bajar el sagutxu (ratoncito en euskera) al ritmo de las campanas. Este es la mascota y símbolo del pueblo, y el gentilicio más común para denominar a los habitantes del mismo. Después, Arriola celebra su chuletada popular anual en la bolera cubierta situada en la plaza del pueblo, animada siempre con una verbena.

## Turismo
Arriola tiene un importante coto industrial de caza todo el año.

## Personajes ilustres
Ramón Ortiz de Zárate (1817-1883): político y escritor fuerista. Fue diputado en numerosas ocasiones.